# 达维德·莫拉韦茨
达维德·莫拉韦茨（捷克語：David Moravec，1973年3月24日—），生于奥帕瓦，捷克男子冰球运动员。他曾代表捷克国家队参加1998年冬季奥林匹克运动会冰球比赛，获得一枚金牌。